# Čuden dan v Bukevci
Čuden dan v Bukevci (podnaslov Ljudska povest) je knjižni prvenec Janeza J. Švajncerja iz leta 1983. 

## Zgodba
Pripoved sestavljajo epizode iz tragične usode vasi Bukevca med drugo svetovno vojno. Dogajanje je iz dveh pramenov: prvi govori o trpljenju partizanov, drugi pa o dogajanju v vasi. Vojna ima tragične posledice tudi za ljudi, ki niso bili neposredno vključeni v boje: ločila je nekdanje prijatelje in jih napravila za sovražnike.
Glavna junaka sta prijatelja Janko in Joško, mlada učitelja in goreča narodnjaka, ki ju je vojna ločila in postavila kot sovražnika. 
Partizani so se skrivali v gozdovih okoli Bukevce in stražili vas pred okupatorjem. Vzdušje v Bukevci je turobno, vsak dan je megla. Medtem ko partizani prezebajo v mokrih in mrzlih gozdovih, se ljudje v vaški gostilni zabavajo in se predajajo spolnosti. 
Janko in Joško se srečujeta in se pogovarjata o vojni. Joško je navijal za zahodne zaveznike, Janko pa je bil kljub dvomom za komuniste. Življenje v gostilni v Bukevci pa ni doživelo velikih sprememb; ljudje, med temi tudi žandar Johan, so tu preživljali svoje dneve. V vas so skoraj vsak dan s tovornjaki prihajali Nemci, vaščani pa so živeli svoj dolgočasni vsakdan, v alkoholni omami, pretepih in spolnosti z gostilničarko Zefo.
V vas so prišli italijanski vojaki in iskali skrite partizane. Lovca Miha in Francelj sta prepričevala Janka, da bo treba ubiti njegovega prijatelja Joška. Ljudje so se začeli zavedati, da se morajo postaviti na eno ali drugo stran. 
Okupatorjevi častniki so želeli rekrutirati tudi Joška ter mu zatrjevali, da bo postal slaven vojak. Začel je z urjenjem. Za dokaz zvestobe bi moral ubiti prijatelja Janka, ker da je preveč nevaren in ker so komunisti pobili že preveč njegovih prijateljev in sorodnikov. Tiste noči se je v gozdu blizu Bukevce zaslišal strel. 
Proti koncu vojne so vojaki postajali objestnejši. Po vasi so strašili ljudi, nihče ni vedel, ali so bili Nemci, Angleži, Italijani ali komunisti. Pod kostanjem so našli truplo, a ga nihče ni prepoznal. Tudi gostilničarka Zefa je odkrila truplo moškega, ki je viselo z drevesa. V ustih je imel kolajne, ki jih je prejel za hrabrost. Bližal se je konec vojne, prihajali so Rusi, v vasi pa je še vedno vladal strah pred komunisti.
Nekaj let po vojni so vaščani odkopali človeške kosti. Verjetno so bili zadnji ostanki Janka ali Joška. Nihče ni nikoli razumel, kaj se je zares zgodilo tisto noč v Bukevci. Sedaj pripovedujejo otrokom, kako so vojne grozote spremenile podobo vasi. 

## Nagrada in navedki iz ocen
Delo je leta 1984 bilo nagrajeno s Kajuhovo nagrado.
Zanimivo je, da nobeden od njiju ni prikazan kot brezkompromisen borec za svoje prepričanje - njuno sodelovanje s »svojimi« je bolj mladostna avantura kot zrela politična akcija; oba sta torej prej žrtvi usodnega časa kot pa svojega lastnega prepričanja. (Pušavec 1983)
Janez J. Švajncer je s svojim prvencem v literarni daljši prozi ustvaril delo, vredno vse pozornosti. Zgodba o vasi v Slovenskih goricah, ki je do usodnega »čudnega« dne poznala vojno le od daleč, potem pa se zgrozi, ko ji mora od blizu pogledati v obraz, je povedana z močno, a hkrati skopo, neredko kar eliptično govorico, tako da že s tem zbudi poglobljeno bralčevo pozornost. (Stabej 1983)
Knjiga Čuden dan v Bukevci pa ima seveda tudi svoje napake. Te so predvsem vsiljiva in »amaterska« patetika (npr. cele strani pozdravov HEIL), pretirani emocionalni pritiski pisave (poudarjanje besed in stavkov s pisanjem v svojo vrsto), konstruirana simbolična izumetničenost (vizija smrti), in še kaj. Delu manjka tista nepriučljiva roka, ki ve zapisati pravo besedo v pravi stavek. Kljub temu je knjiga vredna pozornosti. (Zorn 1988)

## Ocene
- Marijan Pušavec. Presežna narativnost ljudske povesti. Delo 250/25 (1983). dLib
- Jože Stabej. Medalj ni več posojal prosvetnemu društvu. Delo 63/25 (1983). dLib
- Aleksander Zorn. Kritika branja. Ljubljana: Mladinska knjiga, 1988. (COBISS)